# 蔭木英雄
蔭木 英雄（かげき ひでお、1927年3月30日 - 2017年9月 ）は、日本の漢文学者、相愛大学名誉教授。

## 人物
兵庫県神戸市湊東区荒田町生まれ。陸軍士官学校在学中肺結核に罹り陸軍病院で療養中に禅に触れる。1947年国立兵庫療養所で所内の参禅会に入り、青原寺和尚より英種居士の法名を受ける。1948年兵庫県揖保郡太市小学校助教諭、小・中・高校（全日制・定時制）に勤務しつつ1959年関西大学二部文学部東洋文学科卒、1970年同大学院博士課程満期退学、1975年「五山詩史の研究」で文学博士。相愛女子大学助教授、相愛大学教授、1995年定年退職、名誉教授。

## 著書
- 『五山詩史の研究』笠間書院 1977
- 『訓注空華日用工夫略集 中世禅僧の生活と文学』思文閣出版 1982
- 『蔭凉軒日録 室町禅林とその周辺』そしえて 日記・記録による日本歴史叢書 古代・中世編 1987
- 『中世禅者の軌跡 中巌円月』法蔵館 1987
- 『中世風狂の詩 一休『狂雲集』精読抄』思文閣出版 1991
- 『中世禅林詩史』笠間書院 1994
- 『良寛伝私抄 死ぬ時節には死ぬがよく候』考古堂書店 1997
- 絶海中津『蕉堅藁全注』清文堂出版 1998
- 『義堂周信』研文出版 日本漢詩人選集 1999
- 『良寛 詩偈五十首の世界』春秋社 2000
- 『法華転・法華讃全評釈 良寛さんの法の華』考古堂書店出版部 (製作) 2002
- 『良寛詩全評釈』春秋社 2002
- 『一筋の道 小説良寛』考古堂書店 2004
- 『凡俗がよむ道元偈頌全評釈』正続 大蔵出版 2006-2008
- 『凡俗による如浄禅師語録全評釈』大法輪閣 2009
- 『凡俗による宏智拈古全評釈』大法輪閣 2010

### 編・訳
- 『蔭凉軒日録索引』編 臨川書店 1989
- 『一休和尚全集 第2巻 狂雲集 下』訳注 春秋社 1997
- 『一休和尚全集 別巻 一休墨跡』訳注 春秋社 1997

## 論文
- <蔭木英雄